# Le Chimiste
Pour plus de détails, voir Fiche technique et Distribution.
Le Chimiste (The Chemist) est un court métrage américain de Al Christie avec Buster Keaton, réalisé en 1936.

## Synopsis
Elmer Triple est un chimiste qui va se retrouver mêlé à des aventures.

## Fiche technique
- Réalisation : Al Christie
- Scénario : David Freedman
- Producteur : Al Christie, E. W. Hammons
- Langue : anglais
- Durée : 19 minutes
- Date de sortie :
  - États-Unis : 9 octobre 1936

## Distribution
- Buster Keaton : Elmer
- Marlyn Stuart
- Earle Gilbert
- Donald MacBride
- Herman Lieb